# Wikipédia en khmer
Wikipédia en khmer (en khmer : វិគីភីឌាភាសាខ្មែរ) est l’édition de Wikipédia en khmer, langue austroasiatique parlée principalement au Cambodge. L'édition est lancée officiellement en juin 2002 et dans les faits en septembre 2004. Son code est : km.
Au 21 mars 2025, l'édition en khmer contient 11 309 articles et compte 45 411 contributeurs, dont 59 contributeurs actifs et 4 administrateurs.

## Présentation

Aire de diffusion du khmer au sein des langues austroasiatiques.
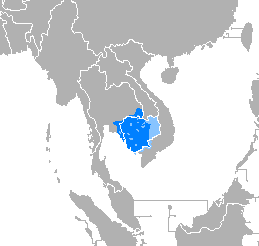
Aire de diffusion du khmer.

## Statistiques
- En août 2018, l'édition en khmer compte 6 613 articles et 24 525 utilisateurs enregistrés, dont une centaine d'actifs.
- Le 10 octobre 2022, elle contient 9 502 articles et compte 36 851 contributeurs, dont 99 contributeurs actifs et 5 administrateurs.
- Le 29 août 2024, elle contient 10 704 articles et compte 43 721 contributeurs, dont 71 contributeurs actifs et 4 administrateurs.